# 黄泉のツガイ
『黄泉のツガイ』（よみのツガイ）は、荒川弘による日本の漫画作品。『月刊少年ガンガン』2022年1月号から掲載されている。謎と怪奇が交錯する新感覚ツガイバトル漫画。
2023年に「次にくるマンガ大賞 2023」コミックス部門2位、「第7回 みんなが選ぶTSUTAYAコミック大賞」に選ばれる。
10巻までの累計発行部数は400万部を突破している。
アニメ化が決定している。

## あらすじ
「夜と昼を別つ双子」には特別な力である封と解が目覚める。そのような伝承がある村・東村に「夜を昼を別つ双子」として生まれたユルとアサの兄妹。両親は下界に行ったきり帰ってこない状況だったが、ユルは日夜狩りをして過ごし、アサは座敷牢の中で「お務め」を果たす。時折、下界から商人のデラがやってくる。そのような平和な暮らしを送っていたユルだったが、突如、東村の結界が破られ、バタバタという音とともに謎の武装集団が攻め込んできた。村人が次々と殺されていく中、「本物のアサ」と名乗る女性にアサが殺され、ユルはデラに連れられて村の守り神であるツガイの左右様と契約し、武装集団を撃退。ユルは下界に逃げることとなる。東村から下界に降りたユルはデラとハナに匿われ、自称本物のアサが所属する影森家と接触。アサと2人で両親を見つけにいくことを約束する。

## 登場人物

### 夜と昼を別つ双子
ユル
本作の主人公。16歳の少年。双子の妹のアサとともに東村に住んでいた。法律や戸籍、福祉サービス、文明から隔離された環境にいた為、日々の狩りで培った弓矢の腕を用いて戦い、狩人メンタルであるため人殺しにも躊躇がない。東村の人々から封の力が目覚めさせるために度々命を狙われて殺されかけていたが、その度に返り討ちにしていたため、「封」の力を持つはずだが、その能力はまだ使えていない。俗世と隔離された生活であったため、車や携帯電話など現代の一般常識には非常に疎い。東村の村人を信じていたが、両親を嘲笑った事や、挙げ句の果てにいつ死ぬのか？と望まれた為見限った。ツガイは女性形の左様と男性形の右様で、2体合わせて「左右様」と呼ぶ。本尊は村入口にあった守り神の石像。村が襲撃された時にユルと契約した。元が岩であるため、非常に頑丈。もともと左様は「封」と右様は「解」と相性が悪い。
アサ
ユルの双子の妹。10年ほど前にユルを置いて父母とともに村を離れ、影森家に匿われる。10年間離れていたユルを溺愛する。15歳のときに殺された経験があり、その際「解」の力に目覚めた。ツガイの契約を解いたり、結界を解いたり、多様な使い方が可能。ツガイは、陰陽（仮名、おはぎとだいふく）。

### 東村関係者

#### 下界人
田寺リュウ（たでら りゅう）
東村の番小物（つがいこもの）を務める田寺家の現当主。「デラ」と呼ばれる。普段は下界に暮らし、商人として東村にやってきては、薬や野菜の種などを交換しに来ていたが、たまたま東村に滞在していた折に、東村が影森家からの襲撃を受け、ユルを助けて共に下界へ降りる。村に干渉されない限り、自分からは手を出さないスタンス。ツガイは現在持っていない。ハナと同様、元々は東村の人間だが、東村にはびこる「伝説の双子の力で東村が天下を取る」思考についていけず、表向きでは東村での仕事をこなしつつ、ユルやアサには好きな人生を歩んでくれることを望んでいる。
段野ハナ（だんの はな）
リュウと共に番小物を務める女性。小柄だが肉体派で大食いである。料理上手。デラの後輩にあたり、敬語ではあるがやや砕けた話し方をする。母の仕事を受け継ぎ、番小物と同時に「墓堀り」の役職をもって、死体処理を行う。東村の人間だが、デラと同様東村の思考についていけず、表向き仕事を失わない様に仕事をこなしているが、「東村は本日で解散！」してもよいくらいに考えている。下界でユルを助けるため、デラと偽装結婚をし匿う。ツガイは、前虎後狼（虎徹と二狼）で、情報収集に長ける。
ヤマ
下界で祈祷師としてお祓いや霊障治療をするほか、村と下界をつなぐ役割を持つ。肥満体型である。ツガイは、レディとジェントルマン。
田寺ロウエイ（たでら ろうえい）
デラとケンの父で田寺家前当主。波久礼ヒカル作品の「プリきゅん☆マミちゃん」の筋金入りのファンで、普段から当時世間から知名度の低かった第一期アニメシリーズのオタクTシャツを着る。妙な格好とアニメオタク趣味とは裏腹に相当な手練で切れ者である。顔の怪我を包帯で隠している。
金城ナギサ（きんじょう なぎさ）
ユルとアサの母親。沖縄県出身。東村に偶然迷い込んで、ミネと出会い、夫婦となる。刺客から逃れるため10年前にアサらとともに村を出る。影森家に匿われていたが、実家のある沖縄に向かう飛行機で姿を消す。実家の母親（双子の祖母に当たる人物）は健在で、時折アサに連絡をよこすが、何者かに操られている描写がされている。（そのことはアサも認識している）

#### 東村の人々
ミネ
ユルとアサの父親。東村に偶然迷い込んできたナギサと出会い、夫婦となる。双子の伝承には否定的だったようで、自分の子が「夜と昼を別つ双子」として産まれた事に絶望していたが、妻子の事は愛している。10年前にユルに刺客の危険を教えたのち、刺客から逃れるため10年前にアサらとともに村を出る。影森家に匿われていたが沖縄県に向かう途中、飛行機の中で忽然と姿を消す。
偽アサ（キリ）
キョウカを主とするツガイの片割れ。ヤマハおばぁに命じられたキョウカの命によって、両親と共に東村から消えたアサの身代わりを演じ、ユルを東村に縛り付ける役目を果たしていた。
ヤマハおばぁ
村の長老。アサを幽閉する。実は西ノ村出身の人物。「封」の力を持つ姉のミナセによって、寿命を「封じられて」いる。授かった封の力で、東村を隠している。
ダンジ
ユルの幼馴染の少年。しかし、本当はキョウカを主とするツガイだった。
キョウカ
ダンジの母。
ツガイは、ザシキワラシ（キリとダンジ）。
他の村民とは違い、ユルやアサやツガイの事を心の底から案じている。
村は滅びるべきと望んでいる。
アザミ
村の少女。影森家の村の襲撃で母を亡くす。父（オダマキ）は難を逃れており、東村で健在。
「山賊」
東村の過激派の一派。「封」と「解」の力を得ようと、ユルやアサを襲う。
「社長」
下界の東村一派のリーダー的存在の老人。この機会に東村のリーダーとなろうとする野心を持つ。
ツガイは、災神（篝と雫）。火やウォーターカッターで攻撃する。

### 影森家
遠い昔、考え方の違い等から東村を出た一族。ツガイ使いを多数抱える。ハナやデラ曰く「世間一般から弾かれたはみ出し者の集まり」であり、孤児が多い。
影森ゴンゾウ - 影森家の現当主
好人物に見えるが、裏切り者には容赦せず、目的のために使用人を使い捨てにする非情な一面も持つ。
ツガイは、百鬼夜行。ツガイ間の相性を調整し、複数のツガイを支障なく主に持たせることができる。（なので、実際には百鬼夜行以外に無数のツガイと契約を結んでいる）
影森ヒカル – 長男
ハートフルな漫画で人気の漫画家「波久礼ヒカル」。殺伐とした影森家の生活を厭う。
代表作の「プリきゅん☆マミちゃん」は人気となり何度もアニメ化されている。関係者には隠れファンも多い。
ツガイは、黒白（ホワイトとベタ）。ホワイトが物体を消して、ベタがそこに任意の物を上書きすることで実体化できる。
影森遊馬（アスマ） - 次男
母のイオリの兄であり叔父である新郷ハヤトと行動を共にする、うさんくさい笑みが特徴の人物。しかしながら表面上そう見えるだけで、実際には合理的な考え方を持ち、自分の信念のもとに真っ当な行動を取ってはいる。母イオリを自殺に追い込んだハヤトを憎悪し、虎視眈々と殺害しようとしている。
ツガイは、イオリから受け継いだ金烏玉兎（朝霧と夜桜）。いずれも蝶・蛾の群体のツガイ。
影森ジン – 三男
任務で東村を襲撃した部隊の責任者。任務の実務面を司る。
ツガイは、掃除屋（愛ちゃんと誠くん）。見た目は大（愛ちゃん）小（誠くん）のアンコウ。愛ちゃんが何でも食べて、誠くんがそれを任意で出せる。
ガブちゃん
任務で東村を襲撃する。金髪の少女。影森家に身を寄せている。痛いのは慣れていると言う等、悲惨な過去を持つ事が仄めかされている。ジンや黒谷姉弟が「ガブちゃんさん」と呼んでいることから、「ガブちゃん」が名前である可能性がある。（アサなど、「ガブちゃん」と呼ぶ人間もいる）
ツガイは、「ジョー・ウィリアム・フレデリック・ガブリエルI世」と「カーク・ダグラス・ウオルドグレイヴ・ガブリエルII世」。上顎と下顎で一体となって、相手を齧り取る。

#### 使用人
黒谷四姉弟
影森家が経営する孤児院の前に捨てられていた孤児が、まとめて姉弟として育てられた四人。血のつながりはないが、一応姉弟としての情はある模様。（個人差は大きい）
黒谷ナツキ – 長女
眼鏡をかけた女性。アサやガブちゃんの家庭教師役もしている。ツガイは、なもみはぎ（ジジ丸とババ丸）。いわゆるなまはげ。戦闘力が高い。
黒谷フユキ – 長男
ツガイは閻魔帳（ウィスパーとエンプレイス）。接した（掴んだ）ツガイから情報を取ることができる。
黒谷ハルオ – 次男
姉弟の中では一番現代の若者っぽい外見。東村を訪れた際に、ヤマハおばぁから「ツンツン頭」と呼ばれる。
ツガイは、兎と亀。兎の素早さと、亀の重さが武器。
黒谷アキオ – 三男
スキンヘッドで大柄な男性。痛覚を感じない体を持つ。
ツガイはヤマノカミ（山風と谷風）。とにかく体が大きく、小さめの山そのものと言ってもよい。
立川マコト
影森家を襲撃したが、捕まって以降、影森家に雇われる。時折ヒカルのアシスタントも行っている。難病の母親の治療費を支払う為に雇われた苦労人の女性。見た目は派手だが感性は一般的で真面目である。
ツガイは狐狸変化（赤井さんとみどりさん）で、変装や捕獲の能力を持つ。
桜沢先生
影森家のおかかえ医師。屋敷の医務室に常駐し、少々の疾病や負傷であればそこで治療してくれる。
羽村
立川らと影森家を襲撃したが、ツガイの陰陽との契約を「解」に解除され、アサに主替えをされた。返却を望むも、それまでの雑な扱いが災いして、陰陽からは拒否されている。（ただし、おはぎとだいふく、は、羽村がアサに求められてつけた名前である）
のちに庭師として影森家の使用人となる。立川と違ってギャンブル狂で多額の借金を背負った男である。

### その他
新郷ハヤト
影森アスマの母イオリの兄。風貌も性格もヤクザの様な男で非常に強欲。姻戚の影森家を乗っ取ろうとする。幼い頃から妹であるイオリを虐げていた。アスマに対しても日々暴言を吐くなど横暴な扱いをしている。
ツガイは風神雷神（風神と雷神）。
新郷イオリ
影森アスマの母。ハヤトより勉強も運動も出来なかった為、親戚や両親からずっといらない女と虐げられていた。故人。ツガイを苦に自殺しようとしていたところ、通りすがりの影森ゴンゾウと出会い、影森家に誘われる。アスマの金烏玉兎はもともとはイオリのツガイ。
与謝野イワン
新郷ハヤトに雇われた刀使い。戦闘能力が高く、左右様とも互角に戦う。
ツガイはマガツヒ（大凶と小凶）。長刀と脇差。
田寺ケン
田寺リュウの異母兄弟の少年。13歳の中学生で、学校で肌の色や父親がいない事で酷いイジメを受けていて不登校である。先代田寺ロウエイとエチオピア人の母とのハーフ。病悩山に長らく封印されていた手長と足長と契約してしまう。凶暴で自分の言う事を聞かないツガイに手を焼き、父から教えられていたマヨイガに閉じこもろうとしたところで異母兄であるリュウたちと出会った。
ツガイは、手長と足長。ツガイとして、主であるケンに危害は加えないものの、非常に狂暴であり、絶えず悪事を働く。
犬
名前は不明のパグ。偶然にツガイ使いとなる。人懐っこい。
ツガイはブラックスーツを着る宇宙人型の男女。名前は不明。
オシラサマ
人間とのんびり過ごす神様レベルのツガイ。左右様とは旧知。銀髪の美女と雄の白馬のツガイ。オシラサマの方はレベルや容姿の美しさとは裏腹に明朗快活で子供好きでよくユル達のアジトに遊びに来る。
先祖代々、とある農家の女性と契約を結んでいる。現在の主は高齢の為、その孫娘と生前契約をしている。

### 西ノ村関係者
400年前の関ヶ原の戦いで西軍に力を貸したが、敗れて焼かれた村。西野湖ダム事業によって、跡地は今はダム湖に沈んでいる。関係者は今回の勝利を目論む。
峰山アンナ
私立百目鬼（どめき）女子高等学校に通う女子高生。3年生で受験が近い。
ツガイは、魂コロガシ（タロウとヒメ）。タロウは死体を丸めて肉団子に圧縮し、ヒメはそこへ卵を産み付けて新たなツガイを生み出すことができる。
椥辻
若い男性。
粘菌のようなツガイを相手のツガイの本尊に寄生させることで、自在に操って爆発させることができる。
醍醐
血の気の多い大男。
ツガイは、サドマゾ（ドSとドM）。くらった攻撃をドMが吸収し、ドSがコピーして相手に放つ。
御陵
西ノ村関係者のリーダー的存在。中華料理店「西家」を営む。
ミナセ
年齢不詳の若い女。東村の長老であるヤマハの双子の姉。あまり似ていないので二卵性双生児と思われる。実は少なくとも400歳以上の年齢であり、400年以上前（「東西の戦い」より前）に、突如封の力が降りてきて封の力の「おこぼれ」を授かり、自身の寿命を封じた。自身の力を欲する人間が湧いてくることを厭い、この力は自分にしか効かないと嘘をついて断っていた。黒谷アキオの母と名乗って、アキオを西ノ村側へ引き入れる。（実際に産んだのかどうかは現時点では不明）

## 用語
ツガイ
固有の特殊能力を持つ2体で一対の存在。古来、「神様」や「妖怪」と呼ばれる存在も含まれる。人語を解し、心を持つ。
ツガイの本尊に、主となる人物の血がかかることで、主従契約が結ばれる。契約された主の命令に（基本）従う。基本、1人の主には2体で仕える。
不測の事態で主がいなくなる（死ぬ）と、野良ツガイとなり地縛霊のようにその場所に繋がれ、そのまま何百年も経つと消滅してしまう。そのため主の身を守ろうとするのが基本の行動。
ツガイはツガイ使い、ないしツガイの元使い手にしか見えない。ただし、ツガイ側の意思で姿を見せることもできる。契約がなくとも「見えて」しまう一般人もまれにいる。
ツガイには影が無い。ただしツガイの意思で影を偽装することもできる。
「封」と「解」
東村で夜と昼が等しい日に、日の出を境に生まれた男女の双子が持つ能力。古来、能力を持つものが生まれるたびにその力を利用しようとする者の間で激しい争いが繰り広げられてきた。一番最近は400年前。
所有者が一度死ぬことで、その能力を使えるようになる。ただし双子が必ずしも生き返るとは限らなく、400年前の前回の戦いの際には片方は生き返らなかった。
「封」は世のあらゆるものを強制的に閉じることができる能力。
「解」は世のあらゆるものを強制的に解くことができる能力。

## 書誌情報
- 荒川弘、『黄泉のツガイ』、スクウェア・エニックス〈ガンガンコミックス〉、既刊10巻（2025年7月11日現在）
  1. 2022年6月10日発売[6]、ISBN 978-4-7575-7962-0
  2. 2022年9月12日発売[7]、ISBN 978-4-7575-8100-5
  3. 2023年2月10日発売[8]、ISBN 978-4-7575-8401-3
  4. 2023年6月12日発売[9]、ISBN 978-4-7575-8608-6
  5. 2023年9月12日発売[10]、ISBN 978-4-7575-8786-1
  6. 2024年1月12日発売[11]、ISBN 978-4-7575-8877-6
    - 特装版：2024年1月12日発売、ISBN 978-4-7575-8878-3

  7. 2024年5月11日発売[12]、ISBN 978-4-7575-9184-4
  8. 2024年9月12日発売[13]、ISBN 978-4-7575-9412-8
  9. 2025年3月12日発売[14]、ISBN 978-4-7575-9733-4
  10. 2025年7月11日発売[15]、ISBN 978-4-7575-9950-5

## テレビアニメ
2025年7月に制作が発表された。

### スタッフ
- 原作 - 荒川弘[16]
- 監督 - 安藤真裕[16]
- シリーズ構成 - 高木登[16]
- キャラクターデザイン - 新井伸浩[16]
- 音楽 - 末廣健一郎[16]
- アニメーション制作 - ボンズフィルム[16]